# Cantó d'Hautmont
El cantó d'Hautmont est une divisió administrativa francesa, situat al departament del Nord i la regió dels Alts de França.

## Composició
El cantó d'Hautmont aplega les comunes següents :
- Beaufort
- Boussières-sur-Sambre
- Éclaibes
- Hautmont
- Limont-Fontaine
- Neuf-Mesnil
- Saint-Remy-du-Nord

## Història
| Date d'elecció                            | Identitat     | Partit | Qualitat           |
| ----------------------------------------- | ------------- | ------ | ------------------ |
| 2001-                                     | Joël Wilmotte | RPF    | alcalde d'Hautmont |
| Les dades anteriors no són pas conegudes. |               |        |                    |
|                                           |               |        |                    |

## Demografia
| 1962 | 1968   | 1975   | 1982   | 1990   | 1999   | 2006   |
| ---- | ------ | ------ | ------ | ------ | ------ | ------ |
| -    | 23.335 | 24.443 | 23.573 | 22.702 | 20.985 | 20.049 |